# Schallstadt
Schallstadt è un comune tedesco di 5 827 abitanti, situato nel land del Baden-Württemberg.